# Chanel West Coast
Chelsea Chanel Dudley (nascida em 1 de setembro de 1988), mais conhecida por seu nome artístico Chanel West Coast, é uma rapper, cantora, compositora, atriz, modelo e apresentadora de televisão estado-unidense. Ela ganhou destaque por seus papéis nos programas "Rob Dyrdek's Fantasy Factory" e "Ridiculousness" na MTV.

## Vida
Chanel nasceu em Los Angeles, Califórnia, mas cresceu e passou maior parte de seu tempo vivendo entre North Hollywood com sua mãe e New York City com seu pai. O pai de Chanel é russo, o que é mencionado em Ridiculousness, e também foi um DJ, tendo levado Chanel com oito anos de idade para clubes noturnos em toda a cidade. Chanel começou a frenquentar aulas de canto e dança desde jovem.

## Discografia
Mixtapes
- 2013: Now You Know
- 2015: Waves

Álbuns de colaboração
- 2014: Young Money: Rise of an Empire

## Filmografia
| Ano          | Titulo                       | Pepel     | Notas                      |
| ------------ | ---------------------------- | --------- | -------------------------- |
| 2009–2015    | Rob Dyrdek's Fantasy Factory | Ela Mesma |                            |
| 2011         | The Hard Times of RJ Berger  | Sheila    | Episodio: "The Better Man" |
| 2010–present | Ridiculousness               | Ela Mesma | Co-apresentadora           |
| 2012–2015    | Wild Grinders                | Flipz     | Voz                        |